# Węglew
Węglew (dawniej także Węglewo) – wieś w Polsce położona w województwie wielkopolskim, w powiecie konińskim, w gminie Golina.
W latach 1975–1998 miejscowość administracyjnie należała do województwa konińskiego.
W miejscowości, przy głównej trasie nr 92, od 2009 mieści się prywatne Muzeum Rzemiosła Artystycznego prowadzone przez stowarzyszenie "Tradycja", które zgromadziło 450 eksponatów dotyczących ginących zawodów, dawnego sposobu życia mieszkańców ziemi konińskiej oraz głównej tematyki muzeum. Z rzemiosłem artystycznym związane jest 80% zbiorów. Eksponaty to przede wszystkim: meble, sprzęt gospodarstwa domowego, narzędzia, warsztat tkacki, elementy wystroju wnętrza, a także książki. Muzeum zajmuje 3 izby i sień budynku pochodzącego prawdopodobnie z XIX wieku. Obok muzeum znajduje się park ginących zawodów, który jest poświęcony tematyce nieistniejących i wygasających zawodów.
Miejsce urodzin generała Jakuba Jasińskiego, bohatera powstania kościuszkowskiego.